# HipS Ship
hipS Ship（ヒップスシップ）は、かつて福岡県福岡市南区にある「井尻」という町を拠点に活動していた女性ミニマムローカルアイドルグループである。

## 概要
2013年3月、井尻の街を盛り上げることを目的に、福岡女学院大学のメンバーを中心に結成された。
メンバーは、主に学生と社会人で構成されていた。
「井尻を通過する町ではなく目的として来る町にしたい」という目標をもって、福岡県内外でライブなどにより井尻のPR活動を行っている。
毎週月曜日の夜にはレッスンも公開しており、普段見られないようなメンバーの姿も見ることができる。
毎月1日2日は井尻商店街では、ふれあい市が行われる。野菜の安売りや、フリーマーケットが行われているが、メンバーたちは、売るのを手伝ったり、交通整理を行ったり、ミニライブを行う。
ふれあい市でのミニライブではふれあい市情報が聞くことができお得商品や、普段無いものを知ることもできる。
2016年9月25日の解散ライブをもって、解散した。

## メンバー
解散時の最終在籍メンバー
| 2期生 | かえぴょん         | 白色       | ピュアホワイト                         | 建築会社に勤める。hipS Shipのリーダー。現在は関東在住。                    |
| 4期生 | れいにぃ           | ピンク     | どんな山でも乗り越えるアウトドアイドル | 学生。趣味はアウトドア。テディベアが好き。                                 |
| 4期生 | 舞音(まおん)       | グリーン   | 電撃系少女                             | 社会人。バラエティ担当でネット番組にも出演している。元気いっぱいの異端児。 |
| 5期生 | せんり(梅野せんり) | 水色       | ときめきシンデレラ                     | 教育職に就いている。また、アイドル活動の他にモデル活動もしている。         |
| 6期生 | みゆう             | ラベンダー | あなたの心の芳香剤                     | 学生。福岡市主催のカラオケイベントで最高得点を獲得する歌唱力がある。       |
| 7期生 | てぃこ             | 黄色       | ラッキーセブン7期生                    | 学生。アニメ好き。                                                         |

## ディスコグラフィー
- 井尻物語 いちねんめ
  1. 羽ばたけ!! hipS Ship
  2. 音速 Mid Night
  3. remember
  4. 見つめていたい
  5. ナキムシ Start Up!!
- 井尻が朱く染まる時
  1. 食べる！からあげ乙女
  2. スターライト
  3. さよならバーミリオン

## 出演

### TV
- musicるTV(テレビ朝日系列、2015年5月11日（関東地区での放送日）)
- NEWSめんたいPlus（福岡放送、2015年9月30日)
- 今日感テレビ（RKB毎日放送、2015年11月27日)

### 出演イベント
- 福岡アジアンパーティ2015
- ふれあい市（毎月）

### 新聞
- 九州スポーツ
- スポニチ